# Nepytia piniaria
Nepytia piniaria là một loài bướm đêm trong họ Geometridae.